# Odontoloma endroedyi
Odontoloma endroedyi är en skalbaggsart som beskrevs av Henry Fuller Howden och Clarke H. Scholtz 1987. Odontoloma endroedyi ingår i släktet Odontoloma och familjen bladhorningar. Inga underarter finns listade i Catalogue of Life.